# 1890年代
| 千纪： | 2千纪                                                                                            |
| 世纪： | 18世纪 \| 19世纪 \| 20世纪                                                                       |
| 年代： | 1860年代 \| 1870年代 \| 1880年代 \| 1890年代 \| 1900年代 \| 1910年代 \| 1920年代                 |
| 年份： | 1890年 \| 1891年 \| 1892年 \| 1893年 \| 1894年 \| 1895年 \| 1896年 \| 1897年 \| 1898年 \| 1899年 |

## 大事记
- 法国征服科特迪瓦。

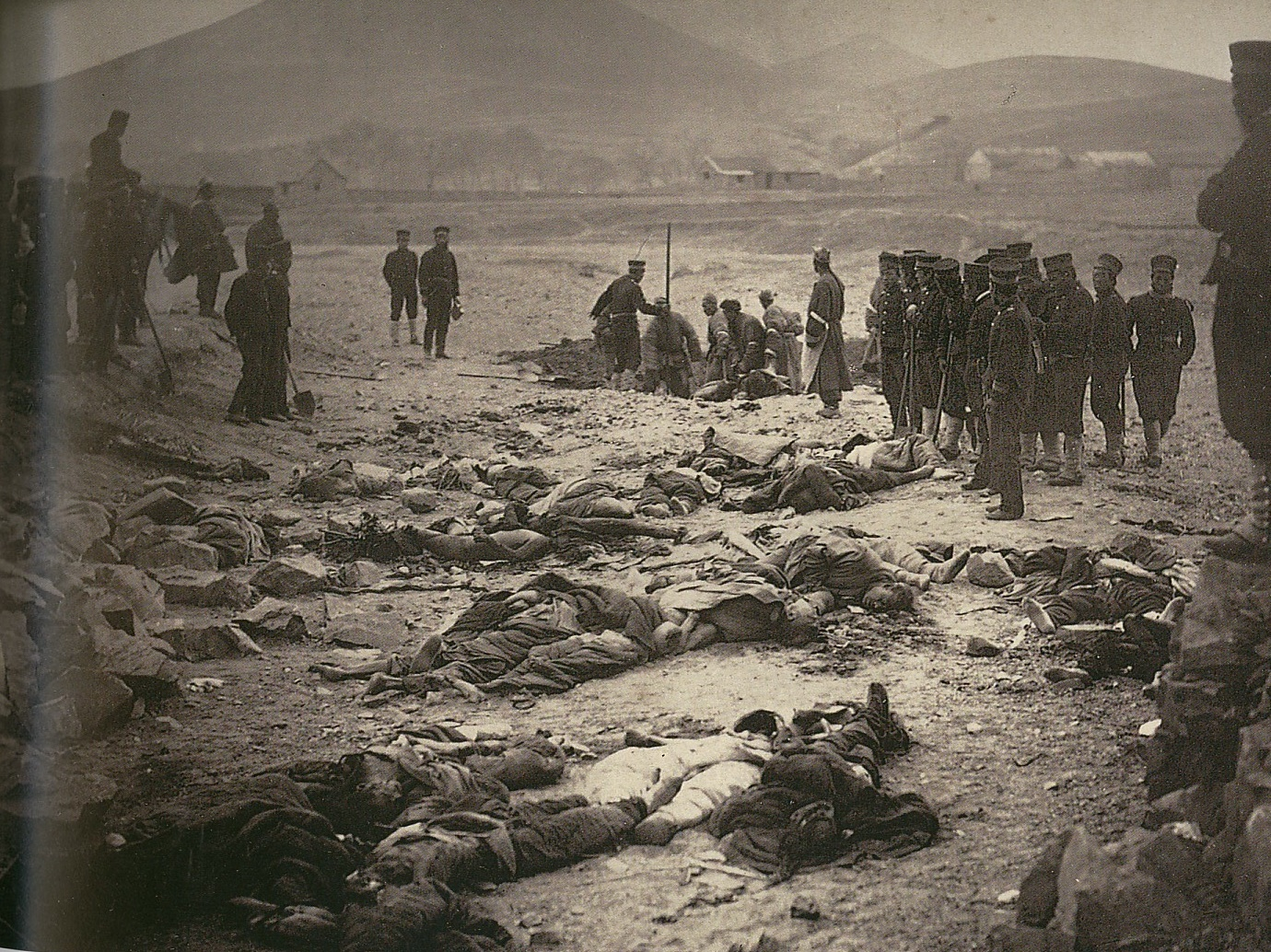
日本摄影师龟井兹明拍摄的旅顺大屠杀

- 洛杉磯地區發現石油，大量吸引人才。從此開始了洛杉磯的大規模發展。
- 中日甲午战争，签订馬關條約。
- 日军在中国旅顺进行大屠杀。

## 出生
- 1890年3月7日——竺可桢，浙江上虞人，中国著名的气象学家，地理学家和教育家（逝世1974年）。
- 1890年1月9日——库尔特·图霍尔斯基（Kurt Tucholsky），德国作家（逝世1935年）
- 1890年3月4日——白求恩，加拿大医生，国际主义者（逝世1939年）。
- 1890年3月9日——莫洛托夫，苏联外交部长（逝世1986年）
- 1890年5月19日——胡志明，越南劳动党中央委员会主席和越南国家主席（逝世1969年）
- 1890年9月15日——阿加莎·克里斯蒂，英国作家（逝世1976年）
- 1890年10月14日——德怀特·艾森豪威尔，美国将军和总统（逝世1969年）
- 1890年11月22日——戴高乐，法国将军和总统（逝世1970年）
- 1890年12月21日——赫尔曼·约瑟夫·马勒，美国生物学家，1946年诺贝尔生理学或医学奖（逝世1967年）
- 1890年——余叔岩，京剧演员（逝世1943年）
- 1890年——韓復榘，中國軍官（逝世1938年）

## 逝世
- 1891年——阿卜杜勒-拉赫曼·本·費薩爾，內志酋長國的伊瑪目。